# Membranska epitelijska celica
Membranske epitelijske celice ali celice M so epitelijske celice, ki se nahajajo nad limfatični folikli v vitem črevesu (ileumu), imenovanih Peyerjeve plošče. Domnevano je, da se razvijejo kot odziv na signale imunskih celic v limfatičnih foliklih. Pomembne so za stimulacijo imunskega odziva sluznice.

## Morfološke značilnosti
Membranske epitelijske celice se od enterocitov razlikujejo v tem, da so ploščate oblike, nimajo mikrovilov na apikalni strani membrane in so manj številne. Na bazalni membrani so prisotne številne vgreznine in je mestoma prekinjena.

## Funkcije
Njihova glavna funkcija je prenos antigenov in lektinov iz svetline (lumna) tankega črevesa do celic v Peyerjevih ploščah. Endocitoza je mogoča zato, ker ne izločajo sluz ali prebavnih encimov, glikokaliks pa je mnogo tanjši ali odsoten v primerjavi z enterociti.

## Klinični pomen
Nekateri patogeni mikrobi izkoriščajo endocitozo celic M kot vstopno pot v organizem. Primera tovrstnih mikrobov sta bakterija vrste Shigella flexneri in poliovirus.